# Engelberto de Cleves, Conde de Nevers
Engelberto de Cleves, Conde de Nevers (em francês:  Engelbert de Cleves, Comte de Nevers; 26 de setembro de 1462 – 21 de novembro de 1506), foi um nobre francês, filho mais novo de João I, Duque de Cleves e de Isabel de Nevers (filha e herdeira de João II, Conde de Nevers).
Pelo lado paterno, Engelberto pertencia à Casa de La Marck e, pelo lado materno, pertencia à Casa de Valois-Borgonha.

## Biografia
Em 1481, ele foi enviado por seu irmão, João II, à cabeça dum grande exército, contra o Bispado de Utrecht, que era governando pelo Bispo David de Borgonha. Mas, após o Cerco de Utrecht (1483), ele teve que se retirar, e Utrecht permaneceu sob o controlo Borgonhês.
Engelberto passou então a França, e apresentou-se na corte do rei Carlos VIII da França, tendo-se naturalizado francês em 1486. Em 1491, após a morte de seu avô materno, João II, Conde de Nevers, herdou os condados de Nevers, Étampes e Eu, enquanto o seu irmão mais velho, João, herdara a herança paterna.
Por mais de um ano, Engelberto disputou a sucessão no Condado de Rethel com a sua tia Carlota e com a filha desta, Maria. A sucessão em Rethel acabou sendo solucionada em 1504 pelo casamento de Maria com o filho de Engelberto, Carlos II, Duque de Nevers.
Engelberto participou também na campanha italiana de Carlos VIII, que tentou conquistar o Reino de Nápoles, tendo lutado na batalha de Fornovo, em 6 de julho de 1495, onde liderou um batalhão de Lansquenetes. Voltou a participar na campanha italiana do rei Luís XII, seu primo em primeiro grau, onde comandou um batalhão que, em 1499, tomou Milão.
Por fim, serviu como embaixador da França em Castela e, em 1505, foi agraciado com  dignidade de Par da França.
Engelberto morreu a 21 de novembro de 1506 e foi sepultado na igreja de Cordeliers, na cidade de Nevers.

## Casamento e descendência
A 23 de fevereiro de 1489, Engelberto casou com Carlota de Bourbon-Vendôme, filha de João VIII, Conde de Vendôme. Após a morte de Engelberto, Carlota ingressou na Abadia de Fontevrault, onde veio a falecer a 14 de dezembro de 1520. 
O casal teve sete filhos dos quais apenas três atingiram a idade adulta:
- Carlos (Charles) († 1521), Conde de Nevers e de Eu; viria a casar com a sua prima co-irmã, Maria de Albret, Condessa de Rethel;
- Luís (Louis) († 1545), Conde de Auxerre;
- Francisco (François) († 1545), Prior de Saint-Éloi, em Paris.